# Sohm Kapila
Sohm Kapila (Pathankot, 1983) è un'attrice indiana naturalizzata britannica.

## Biografia
Nata in India, è cresciuta nel Nottinghamshire.
A 16 anni entrò a far parte del Central Television Workshop ed in seguito si trasferì a Londra per dedicarsi alla recitazione e frequentò corsi a New York e a Los Angeles, dove risiede tuttora.
Dopo aver iniziato con qualche ruolo televisivo, si è dedicata anche a ruoli cinematografici; ha anche lavorato come doppiatrice nel film Le avventure di Sammy.

## Filmografia

### Attrice

#### Cinema
- A Distant Mirage, regia di Harbhajan Virdi (2008)
- La mummia (The Mummy), regia di Alex Kurtzman (2017)
- Skyscraper, regia di Rawson Marshall Thurber (2018)
- Love Type D, regia di Sasha Collington (2019)
- Paper Tiger, regia di Paul Kowalski (2020)
- Just Swipe, regia di Elizabeth Blake-Thomas (2021)
- Untitled Horror Movie, regia di Nick Simon (2021)

#### Televisione
- Casualty – serie TV, episodi 18x45 (2004)
- Waking the Dead – serie TV, 2 episodi (2005)
- Coronation Street – soap opera, 2 puntate (2010-2011)
- Doctors – soap opera, 2 puntate (2011)
- Jane the Virgin – serie TV, episodio 4x09 (2018)
- Casual – serie TV, episodio 4x04 (2018)
- Madam Secretary – serie TV, episodio 5x01 (2018)
- Crazy EX-Girlfriend – serie TV, un episodio (2018)
- Streghe – serie TV, 2 episodi (2019)
- NCIS: Los Angeles – serie TV, episodio 11x03 (2019)
- 9-1-1 – serie TV, episodio 3x16 (2020)
- Non ho mai... – serie TV, episodio 1x04 (2020)
- S.W.A.T. –  serie TV, episodio 4x16 (2021)
- Grey's Anatomy – serie TV, episodio 17x17 (2021)
- General Hospital – soap opera, 1 puntata (2022)

### Doppiatrice
- Le avventure di Sammy, regia di Ben Stassen (2010)
- Il più grande uomo scimmia, regia di Jamel Debbouze (2015)

## Doppiatrici italiane
Nelle versioni in italiano delle opere in cui ha recitato, Sohm Kapila è stata doppiata da:
- Daniela Abbruzzese in NCIS: Los Angeles

Da doppiatrice è sostituita da:
- Laura Latini in Le avventure di Sammy